# Маса (ресторан)
40°46′05″ пн. ш. 73°58′55″ зх. д. / 40.76806° пн. ш. 73.98194° зх. д.
Маса — японський і суші ресторан, розташований на четвертому поверсі Time Warner Center в десятому окрузі Колумбія (на вулиці Західній 60 і Бродвею) в Мангеттені в Нью-Йорку.
Ресторан був відкритий шеф-кухарем Маса Такаяма в 2004 році і вважається одним з найдорожчих ресторанів у світі, а також найдорожчим рестораном у Нью-Йорку. По сусідству з рестораном знаходиться бар Маса, який пропонує більш доступний вибір страв із меню. У 2009 році другий бар Маса був відкритий в Арії в Лас-Вегасі.

## Меню
Вибір меню залишається лише за шеф-кухарем, і становить $ 450 на людину, не включаючи чайові, податки і напої. Сам суші-бар виготовлений з рідкісного японського дерева вартістю $ 60000. Резервування 26-ти доступних місць відбувається за 3 тижні наперед. Шеф-кухар Маса готує меню сам, часто включаючи сезонні інгредієнти. Він використовує безліч екзотичних інгредієнтів, таких як трюфелі і яловичину Кобе. Велика кількість риби поставляється з Японії. Шеф-кухаря Маса можна побачити за роботою за стійкою бару, а іноді він сам подає страви. Так як немає меню, з якого можна зробити замовлення, шеф Маса веде запис того, що він подав відвідувачам і якою була їхня реакція.

## Визнання
Ресторан отримав три з чотирьох зірок за версією Нью-Йорк Таймс. Він також отримав п'ять з п'яти зірок у Форбс Тревел Гід (раніше був відомий як Мобіл Гід). Він був названий одним з передових ресторанів нью-йоркського списку Топ-50 за версією туристичного журналу Travel+Leisure. Журнал Форбс називав Маса найдорожчим рестораном у США з 2005 по 2009 рік, а також найдорожчим в світі рестораном суші з 2007 по 2009 рік.

## Шеф-кухар

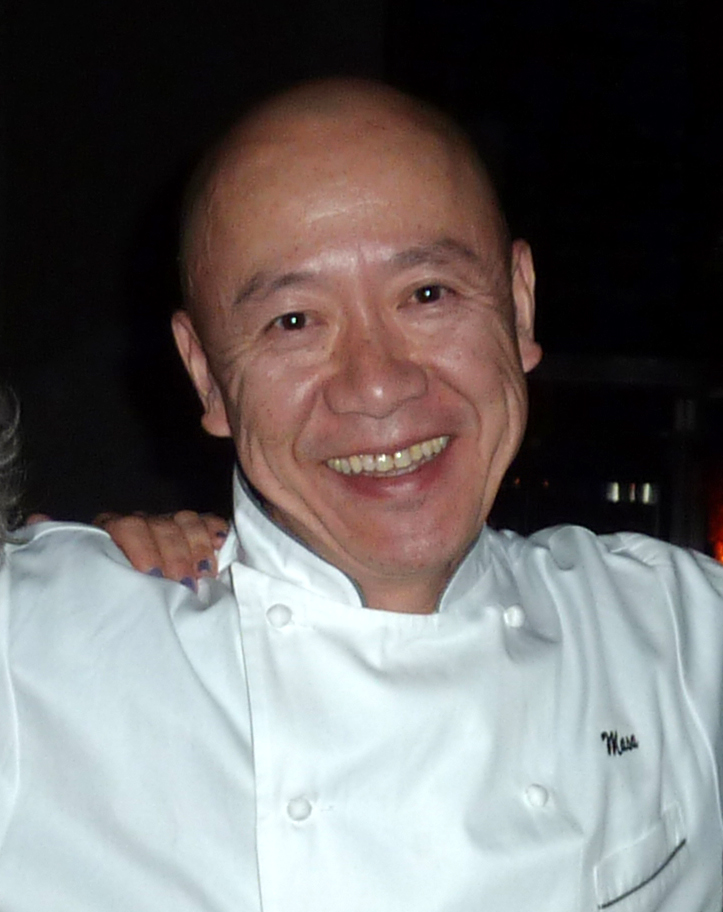
Шеф-кухар Маса Такаяма

Маса Такаяма народився і виріс в Японії. Після закінчення середньої школи, він працював у знаменитій Sushiko у Токіо в Гінзі. У 1980 році він переїхав до Лос-Анджелеса, де він зрештою і відкрив свій власний ресторан Ginza Sushiko. Після майже 20 років, і після отримання Ginza Sushiko статусу одного з найдорожчих ресторанів Лос-Анджелеса з середньою ціною страв в $ 105 на людину, він продав свій ресторан своєму су-шеф-кухарю і переїхав до Нью-Йорка, щоб відкрити Маса, а потім Бар Маса в Нью-Йорку і Лас-Вегасі. Він продовжував працювати далі, щоб у 2009 році відкрити свій другий ресторан у Лас-Вегасі.

## У масовій культурі
- 4 січня 2007 року, у епізоді американського телесеріалу Потворна Бетті, Маса був згаданий декілька разів. В епізоді, Даніель хоче укласти угоду з важливим японським дизайнером і частиною його плану є запрошення дизайнера до ресторану Маса на вечерю за столом шеф-кухаря. Даніель вважає, що характерна атмосфера ресторану допоможе укласти угоду.
- Маса згадується в романі Оголена для тебе Сільвії Дей у 2012 році.